# Hiến pháp Lào
Hiến pháp Lào là văn bản pháp luật có giá trị cao nhất tại nước Cộng hòa Dân chủ Nhân dân Lào, được thông qua ngày 14/8/1991 tại kỳ họp thứ 6 Hội đồng Nhân dân Tối cao khóa 2. Hiến pháp gồm 80 điều và 10 chương. Hiến pháp Lào tuyên bố Cộng hòa Dân chủ Nhân dân Lào quyền lực thuộc về người dân, trong đó nông dân, công nhân và trí thức là nòng cốt. 

## Lịch sử
Bản Hiến pháp đầu tiên, hiến pháp của Vương quốc Lào được soạn thảo dưới sự giám sát của Thực dân Pháp và thông qua Quốc hội khóa đầu tiên ngày 11/5/1947. Hiến pháp tuyên bố Vương quốc Lào là quốc gia quân chủ lập hiến và nằm trong khối Liên hiệp Pháp. Sau khi tuyên bố độc lập ngày 19/7/1949 Hiến pháp chỉ được đề cập sửa đổi ngày 11/5/1957, gỡ bỏ không thuộc khối Liên hiệp Pháp nữa nhưng thực tế y tế, giáo dục và một số lĩnh vực khác vẫn duy trì với cựu thực dân. Hiến pháp 1947 và sửa đổi 1957 bị xóa bỏ sau khi cách mạng Lào thành công ngày 3/12/1975 đồng thời xóa bỏ chế độ quân chủ lập hiến.

### Hiến pháp năm 1991
Việc thông qua Hiến pháp sau 16 năm thành lập nước là một thời gian dài so với các nước khác thuộc Đông Dương trong việc bắt đầu quá trình xây dựng chủ nghĩa xã hội (Việt Nam thông qua Hiến pháp sửa đổi năm 1980, Cộng hòa Nhân dân Campuchia năm 1981 sau khi lật đổ chế độ Khmer đỏ 2 năm). Lý do chậm trễ trong việc ban hành Hiến pháp không được đưa ra. Theo một số nguồn phương Tây việc chậm trễ do bất đồng về các vấn đề khái niệm trong Bộ Chính trị Đảng Nhân dân Cách mạng Lào.
Ủy ban soạn thảo Hiến pháp được thành lập gồm 15 người do Ủy viên Bộ Chính trị Sisomphone Lovansai đứng đầu vào ngày 22/5/1984. vào tháng 4/1990 sau khi được sự chấp thuận của Bộ Chính trị, Ban Bí thư bản dự thảo Hiến pháp được công bố. Theo chỉ đạo của Ban chấp hành Trung ương Đảng ngày 30/4/1990 dự thảo Hiến pháp được phép thảo luận trong công chúng. Thảo luận về dự thảo hiến pháp được tổ chức trong các tổ chức Đảng, người lao động và người dân thường là tổ chức công khai.
Đồng thời trong quá trình soạn thảo Hiến pháp, một nhóm người khoảng 40 người (đa phần là quan chức chính phủ và trí thức) kêu gọi xóa bỏ sự độc đảng và thành lập hệ thống đa đảng. Một thành viên của nhóm này là trợ lý của Bộ trưởng Khoa học và Công nghệ đã gọi nhà nước Lào là chế độ quân chủ cộng sản và thúc giục Thủ tướng Kaysone từ chức.
Những lời chỉ trích cũng được ghi nhận tại các tổ chức sinh viên tại hải ngoại: Paris, Prague và Warsaw, một số sinh viên học tập tại nước ngoài đã biểu tình kêu gọi sự tự do bầu cử tại Lào.
Cuối tháng 10/1990 Chính phủ bắt đầu rạn nứt sử dụng các biện pháp kiếm chế người biểu tình. Trong đó có các cuộc bắt giữ nguyên Phó Chủ nhiệm Ủy ban Kế hoạch Nhà nước và thành viên của Bộ Tư pháp, đã bị kết án tù.
Trong các cuộc thảo luận về dự thảo Hiến pháp, Đảng Nhân dân Cách mạng Lào đã chứng minh sẽ không đi theo con đường cải cách chính trị của Đông Âu và Liên Xô mà tập trung vào mô hình chính trị của Việt Nam và Trung Quốc. Hiến pháp mới được thông qua ngày 14/8/1991.

## Tổng quát Hiến pháp
Hiến pháp năm 1991 của Lào chứa nhiều yếu tố của cuộc cách mạng trước đó, cởi mở trong việc tự do kinh tế và chính trị hóa, cũng như việc thay đổi chính sách đối ngoại với các quốc gia truyền thống và cựu thù, các nguyên tắc chung sống hòa bình được tuân thủ. Hiến pháp quy định các chức năng cụ thể của hệ thống chính trị và các quy định quyền hạn của công dân.
Các Hội đồng Nhân dân cấp tỉnh và huyện được bãi bỏ vì "không cần thiết", để phù hợp với bộ máy nhà nước và với nhu cầu xây dựng phát triển theo "các điều kiện thực tế của đất nước". Đứng đầu các đơn vị hành pháp của địa phương là Thống đốc,Thị trưởng, Tỉnh trưởng... "quản lý các khu vực và địa phương mà không cần bất kỳ sự trợ giúp của các cơ quan dân bầu". Vai trò lãnh đạo của Đảng Nhân dân Cách mạng Lào trong đất nước được minh chứng bằng Bộ Chính trị. Các thành viên Bộ Chính trị nằm hầu hết các chức vụ chủ chốt lãnh đạo chi phối quốc gia.
Ngay tại điều đầu tiên cụm từ "các bộ tộc Lào" được xuất hiện và được nhắc tới nhiều lần trong Hiến pháp, một nỗ lực thống nhất và đoàn kết các sắc tộc của Đảng và Nhà nước. Các thành phần nòng cốt là nông dân, công nhân và trí thức. Lời mở đầu kỷ niệm cuộc cách mạng thực hiện trong 60 năm dưới sự chỉ đạo đúng đắn của Đảng Cộng sản Đông Dương.
Vai trò của Đảng Nhân dân Cách mạng Lào về quyền hạn và nhiệm vụ gần như không có trong Hiến pháp, điều 3 Chương I Chế độ Chính trị-"Quyền làm chủ nhà nước của nhân dân các bộ tộc Lào được bảo đảm và thực hiện thông qua chế độ chính trị với hạt nhân lãnh đạo là Đảng Nhân dân Cách mạng Lào".
Hiến pháp của Lào không nhắc tới việc xây dựng chủ nghĩa xã hội, hay là quốc gia cộng sản... Điều 2 "Nước Cộng hòa Dân chủ Nhân dân Lào là nhà nước dân chủ nhân dân".
Điều 7 Mặt trận Lào Xây dựng Đất nước, Liên đoàn các tổ chức công đoàn, Đoàn Thanh niên Nhân dân Cách mạng, và Liên hiệp các hội phụ nữ "đoàn kết và vận động nhân dân". Tính đến giữa năm 1994, nhiệm vụ của Mặt trận Lào xây dựng đất nước là huy động sự giúp đỡ chính trị và nâng cao ý thức chính trị cho các mục tiêu của đảng giữa các tổ chức khác nhau, các nhóm dân tộc, tầng lớp xã hội trong xã hội. Các tổ chức đoàn thể khác được phân công để theo đuổi các mục tiêu này trong các quần thể mục tiêu của họ trong công nhân, thanh niên và phụ nữ.
Hiến pháp tuyên bố rằng nhà nước sẽ tôn trọng những "nguyên tắc bình đẳng giữa các bộ tộc Lào", giữ nguyên "thuần phong mỹ tục và văn hóa". Hơn nữa, nhà nước cam kết sẽ nâng cao "kinh tế xã hội của tất cả các nhóm dân tộc".
Về tôn giáo, nhà nước "tôn trọng và bảo vệ tất cả các hoạt động hợp pháp của các Phật tử và những người theo tôn giáo khác." Các nhà sư Phật giáo và các giáo sĩ khác được nhắc nhở rằng nhà nước khuyến khích họ "tham gia vào các hoạt động có lợi cho đất nước".
Hiến pháp gồm 10 chương, Chương I chế độ chính trị, Chương II Cơ cấu kinh tế-xã hội, Chương III - Quyền và nghĩa vụ của công dân, Chương IV Chức năng và quyền hạn Quốc hội, Chương V - Quyền hạn và nhiệm vụ của Chủ tịch nước, Chương VI - Quyền hạn và trách nhiệm của chính phủ, Chương VII - chính quyền địa phương, Chương VIII - hệ thống tư pháp, Chương IX - ngôn ngữ, chữ viết, và các biểu tượng quốc gia, Chương X - sửa đổi Hiến pháp (phải có sự chấp thuận của 2/3 thành viên Quốc hội).
Hiến pháp Lào đã được sửa đổi và thông qua ngày 6/5/2003, gồm 98 điều và 11 chương.